# Померанцева, Инесса Николаевна
Ине́сса Никола́евна Помера́нцева (27 ноября 1926, Городище, Пензенская губерния — 19 марта 2004, Тольятти) — советский врач-офтальмолог, Заслуженный врач РСФСР, почётный гражданин Тольятти.

## Биография
В 1936 году семья Померанцевой переехала в Куйбышев. После начала Великой Отечественной войны поступила в ремесленное училище, работала на обточке корпусов мин, после работы разгружала санитарные эшелоны.
В 1945 году получила аттестат о полном среднем образовании и золотую медаль. Поступила в Куйбышевский медицинский институт на врача-офтальмолога. Ученица профессора Т. И. Ерошевского.
С 1950 года работала в Куйбышевской областной глазной больнице. Работала на сельских участках. В 1954 году вступила в КПСС.
В 1955 г. Инесса Николаевна была назначена директором медицинского училища в Николаевске-на-Амуре.
С 1958 года переехала в Ставрополь (ныне Тольятти), где стала первым и единственным офтальмологом города. Получила в распоряжение 5 коек в хирургическом отделении городской больницы № 1. В отсутствие медсестры Инесса Николаевна сама делала всё необходимое: операции, перевязки, приём, консультации.
Через несколько месяцев офтальмологическая служба получила 15 коек, деля корпус с лор-отделением.

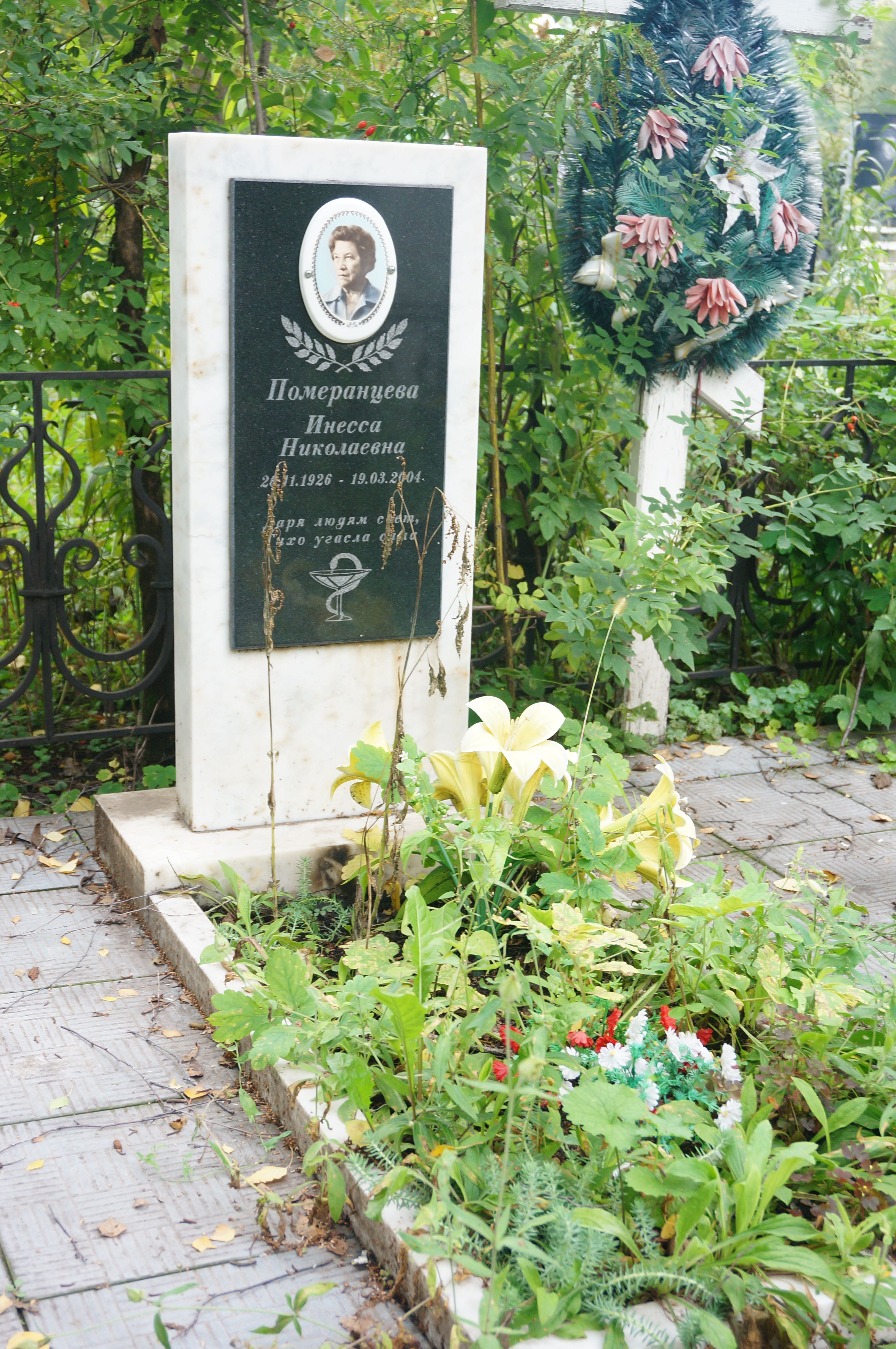
Могила Инессы Померанцевой

В 1970 году в городской больнице имени В. Баныкина было открыто первое офтальмологическое отделение на 60 мест.
Одновременно с основной работой Инесса Померанцева участвовала в различных съездах, семинарах, привозила литературу для учёбы других врачей, вела практические занятия, консультации во время операций. Внедряла передовые методы лечения, в Тольятти одном из первых городов были внедрены криоэкстракторы для удаления катаракты методом глубокого примораживания, причём часть приборов была изготовлена по эскизам Померанцевой на местных заводах.
После выхода на пенсию оставила руководство отделением, но продолжила работу рядовым врачом. За годы работы провела тысячи операций.
Скончалась в 2004 году, похоронена на Баныкинском кладбище Тольятти.

## Награды и звания
- Орден Дружбы Народов
- Орден «Знак Почёта»
- Юбилейная медаль «50 лет Победы в Великой Отечественной войне 1941—1945 гг.»
- Медаль «В ознаменование 100-летия со дня рождения Владимира Ильича Ленина»

- Присвоены звания: «Отличник народного здравоохранения», «Заслуженный врач РСФСР» и врач высшей категории.
- За особые заслуги перед городским сообществом 22 мая 1996 года Инессе Николаевне Померанцевой было присвоено звание «Почётный гражданин города Тольятти»[1].